# داگلاس الکساندر هنری گراهام
داگلاس الکساندر هنری گراهام (انگلیسی: Douglas Graham; ۲۶ مارس ۱۸۹۳ – ۲۸ سپتامبر ۱۹۷۱) فرمانده نظامی اهل بریتانیا بود. وی برندهٔ جوایزی همچون صلیب نظامی شده‌است.